# Conversión de coordenadas horizontales a coordenadas horarias
Se trata de convertir coordenadas celestes de un tipo en otro.

## Las fórmulas
Las fórmulas para convertir las coordenadas horizontales en coordenadas horarias son:
- {\displaystyle \cos \delta \cdot \cos H=\cos \phi \cdot \sin h-\sin \phi \cdot \cos a\cdot \cos h}(1)

- {\displaystyle \cos \delta \cdot \sin H=-\cos h\cdot \sin a}(2)

- {\displaystyle \sin \delta =\sin \phi \cdot \sin h+\cos \phi \cdot \cos a\cdot \cos h}(3)

donde {\displaystyle h\,} es la altura, {\displaystyle a\,} es el acimut tomando el punto cardinal Sur como origen, {\displaystyle \phi \,} es la Latitud geográfica del observador, {\displaystyle \delta \,} es la declinación y {\displaystyle H\,} es el Ángulo horario.

## El cálculo y resolución de ambigüedades
De la ecuación (3) se calcula {\displaystyle \delta \,} la declinación sin ambigüedad.
Mediante la función {\displaystyle \arccos \,} se puede calcular de la (1) {\displaystyle H\,} el ángulo horario con ambigüedad. La ambigüedad se resuelve con la fórmula (2).

## Un applet en Java-Script
Un script de Java que hace esto es:
```
<SCRIPT LANGUAGE="JavaScript">
<!-- hide this script tag's contents from old browsers
function compute(form) {
    AZG=eval(form.azg.value);
    AZM=eval(form.azm.value);
    AZS=eval(form.azs.value);
    ALG=eval(form.alg.value);
    ALM=eval(form.alm.value);
    ALS=eval(form.als.value);
    BG=eval(form.bg.value)
    BM=eval(form.bm.value)
    BS=eval(form.bs.value)
    with (Math) { 
	<!--Datos entrada-->
	AZ=AZG+AZM/60+AZS/3600
	AL=ALG+ALM/60+ALS/3600
	<!--latitud-->
	LT=BG+BM/60+BS/3600
	<!--programa-->
	R =180/PI
	DC=asin(sin(AL/R)*sin(LT/R)-cos(AL/R)*cos(LT/R)*cos(AZ/R))
	H=acos((cos(AL/R)*sin(LT/R)*cos(AZ/R)+cos(LT/R)*sin(AL/R))/cos(DC))
	H = H * R/15
	if (sin(AZ/R)<0) {
		 H = 24 - H
		}
	<!--conversion a hms del Angulo Horario-->
	HH=floor(H);
	HM=floor((H - floor(H)) * 60)
	HS=((H -floor(H)) * 60 - HM) * 60
	DC=DC*R;
	<!--conversion a g.ms de la Declinación-->
	D = abs(DC);
	if (DC>0) {
		DG=floor(D)
		} else {
		DG=(-1)*floor(D)
		}
	DM=floor((D - floor(D)) * 60)
	DS = ((D - floor(D)) * 60 - DM) * 60
	if (DC<0) {
		DM=-DM;
		DS=-DS;
		}
    }
    form.horario.value=H;
    form.hh.value=HH;
    form.hm.value=HM;
    form.hs.value=HS;
    form.declin.value=DC;
    form.dcg.value=DG;
    form.dcm.value=DM;
    form.dcs.value=DS;
}
// done hiding from old browsers -->
</SCRIPT>

```